# 日本語と朝鮮語の比較
本項では、日本語と朝鮮語の比較（にほんごとちょうせんごのひかく、英語:Comparison of Japanese and Korean、韓:한국어와 일본어의 비교、朝: 조선어와 일본어의 비교）について述べる。

## 概説
日本語は日琉語族に属しており、朝鮮語は朝鮮語族に属している。地理的に近い言語である両言語は、言語類型の語法と形態については似ているが、語彙などの一致は少ない。また、異なる文字(かな、ハングル)を用いるものの、いずれも中国の漢字に由来している。日本語では漢字が正書法の一部だが、朝鮮半島で伝統的に使用されてきたハンチャ（한자）は歴史上のものとなっている（大韓民国では、部分的に漢字が使われることがあるが、朝鮮民主主義人民共和国(以下「北朝鮮」)では漢字は建国時点で全廃されている）。言語の類似と朝鮮の日本の文化への影響を観察した多くの言語学者は、両言語は語族的な関係があるという仮説を立てたが、ほとんどが確証が無いか、多くで信用されていない仮説の一部を取ったものが多かった。
計算言語学と考古学的証拠によって裏付けられたロベーツらによるトランスユーラシア語族仮説（新アルタイの提案）など、系図上のつながりの可能性を復活させた新しい研究もあったが、この見解は厳しく批判されている。
|        | 朝鮮語                                                                         | 日本語                                       |
| ------ | ------------------------------------------------------------------------------ | -------------------------------------------- |
| 話者数 | 8300万                                                                         | 1億2640万                                    |
| 国     | 大韓民国 · 朝鮮民主主義人民共和国 · 中国（延辺朝鮮族自治州・長白朝鮮族自治県） | 日本 パラオ（アンガウル州）                  |
| 語族   | 朝鮮語族                                                                       | 日琉語族                                     |
| 文字   | ハングル、漢字（韓国）、吏読、口訣、郷札(旧)                                   | かな（平仮名・片仮名）、漢字、万葉仮名（旧） |

## 文法
朝鮮語と日本語はどちらも、動詞が接頭辞として機能する膠着語であり、どちらも主題優勢言語かつ主語省略言語でもある。朝鮮語も日本語と同様に、名詞の後に助動詞(「○○하다(ハダ)」、日本語の「○○する」や形容詞の後の「○○である」に相当する) をつけて1つの動詞をなすことがある。特に語順においては、どちらも主語-目的語-動詞(SOV) の類型をとっており、日本語の文の単語を先頭からそのまま朝鮮語に置き換えていくだけで、朝鮮語の文を完成させることもできる。一方で、日本語にある形容詞と形容動詞の区別が朝鮮語には存在しないことや、日本語と朝鮮語の助詞の対応に一部において例外があるなど、文法には差異もあるため、朝鮮語話者が日本語を学ぶとき、本来「美しいという」や「キムチが好き」などの表現を「美しいだという」「キムチを好き」と間違えるなどの勘違いが生じることもある。

## 単語
この2つの言語は (外来語を除いて)別々の同族語を持つと考えられてきたが、 奈良市の名前を朝鮮語からの借用語に帰する少数派の理論も存在する (奈良#語源を参照)。
東京大学の長谷川寿一教授とリー・ショーン氏は、体の部位、基本動詞、数字、代名詞などの主な210単語について、59種類の方言でリストを作成し、他の方言に影響されていない「変化耐性」を持つと思われる単語を選び出し、コンピューターでモデル化した結果、これらの単語はすべて、朝鮮半島から日本へ大量の渡来人が来た時代に当たる約2182年前の共通祖先に行き当たった。

### 数詞
古代朝鮮語の親戚である高句麗語の証明された4つの数詞と、上代日本語のそれにあたるものとの間に類似点が示されている。
| 数字 | 高句麗語 | 上代日本語  |
| ---- | -------- | ----------- |
| 3    | mil      | mi1         |
| 5    | uc       | itu         |
| 7    | na-nin   | nana        |
| 10   | dok      | to2 / to2wo |

新羅語でも、数字の3に当たる数詞を「ミル(밀,mil)」と言っている。
注: 古い日本語の下付き表記については、上代特殊仮名遣を参照。

## 文字
どちらの言語も、表音文字(日本語の場合は仮名、朝鮮語の場合はハングル)と漢字をある程度併用している。
朝鮮語は、主に朝鮮半島発祥である素性文字のハングル(北朝鮮ではチョソングル)で表記される。伝統的な漢字(朝鮮語に対応した漢字) は、韓国では使用されることが時々あるが、同音異義語 (特にテレビ番組の字幕)、言語や歴史の研究、芸術的表現、法律文書、および新聞などの特定の目的でのみ用いられており、朝鮮語を母語とする人々の間では全く使われなくなった。北朝鮮では、中国の影響を取り除こうとして漢字が大幅に抑制されてきたが、一部の場合ではまだ漢字が使用されており、北朝鮮の学校で教えられている漢字の数は韓国の学校よりも多い。
日本語は、漢字(日本語に適応した漢字) と仮名を組み合わせて表記される。ただし、朝鮮語の漢字とは異なり、漢字は漢語と和語の両方を表記できる。
歴史上、かつては朝鮮語も日本語も漢字だけで書かれていた。しかし、何世紀にもわたって徐々に現代的な形に変化していった。

## 敬語
日本語と朝鮮語には、複数の段階を有する敬語が細部まで存在し、それぞれ言論と筆記の形式からは分けられている。両言語は最も細かい敬語を有する言語であり、他の言語と比類のないものであると言われている。また、一部の敬語は同じ由来を持っているとも指摘されている。これらの敬語は、親称などのよく使われる敬称などだけが使われるわけでなく、動詞の語形変化も起こっており、比類を見ないものとなっている。

## 語種
日本語と朝鮮語の両者とも、語種としては固有語と漢語系語彙と外来語の3種がある。固有語はその国に元からあった固有の単語であり、漢語系語彙は中国古来の漢字音を用いた単語であり、そして外来語は主に近代以降に欧米の言語から取り入れた単語である。実際にはこのうち2つ以上を組み合わせた複合語である混種語もある。
|            | 日本語                              | 朝鮮語                      |
| ---------- | ----------------------------------- | --------------------------- |
| 固有語     | 大和言葉・和語 表記：漢字・ひらがな | 表記：ハングル              |
| 漢語系語彙 | 漢語 表記：主に漢字                 | 漢字語 表記：ハングル・漢字 |
| 外来語     | 表記：主にカタカナ                  | 表記：ハングル              |

## 音韻
- 日本語では、子音は清音（無声音）と濁音（有声音）の対立を持つのに対し、朝鮮語では、子音は平音（無気音）・激音（有気音）・濃音の対立を持つ。
- 日本語と朝鮮語の両者とも、流音音素は1つしか持たず、かつ固有語の語頭には立たない。日本語では漢語と外来語では流音が語頭に立ちうるが、朝鮮語では韓国と北朝鮮の差がある。具体的には、韓国では漢語でも語頭の流音（ㄹ）は頭音法則により鼻音化（ㄴ）ないし脱落（ㅇ）し、流音が語頭に立ちうるのは外来語のみとなる。対して北朝鮮では日本語と同様漢語と外来語では流音が語頭に立ちうるが、北朝鮮の漢語の語頭ㄹは人工的に作り出されたものである。